# Mandevilla cuneifolia
Mandevilla cuneifolia là một loài thực vật có hoa trong họ La bố ma. Loài này được Woodson mô tả khoa học đầu tiên năm 1958.